# Chez nous
Chez nous ("Onde nós vivemos") foi a canção que representou a França no Festival Eurovisão da Canção 1966 que teve lugar na Cidade do Luxemburgo.
A referida canção foi interpretada em francês por Dominique Walter. Foi a décima-quinta canção ser interpretada na noite do festival, a seguir à canção italiana "Dio, come ti amo", interpretada por Domenico Modugno e antes da canção neerlandesa "Fernando en Filippo", interpretada por Milly Scott. Terminou a competição em 16.º lugar, tendo recebido apenas um ponto. No ano seguinte, em 1967 a França fez-se representar com a canção "Il doit faire beau là-bas", interpretada por Noëlle Cordier.

## Autores
- Letra: Jacques Plante
- Música: Claude Carrère
- Orquestração: Franck Pourcel

## Letra
A canção fala das tradições da França (e por extensão, a Europa como eles são vistos no resto do mundo, com Walter salientando que eles parecem ser muito românticos).

## Versões
Walter também gravou esta canção em alemão com o mesmo título "Chez nous".